# Wohnhaus Deichstraße 11
Das Wohnhaus Deichstraße 11 Ecke Lindenallee in Hoya, auch Hüpedenhaus genannt, wurde als Bürgerhaus am Anfang des 17. Jahrhunderts gebaut. Es ist wohl das älteste profane Haus in Hoya.

Das prägende Gebäude wird aktuell (2022) als Wohn- und Geschäftshaus genutzt.
Das Gebäude steht unter Denkmalschutz (siehe auch Liste der Baudenkmale in Hoya).

## Beschreibung und Geschichte
Das zweigeschossige giebelständige Gebäude in Fachwerk mit Putzausfachungen, Satteldach, seitlichem Erker, Inschrift sowie mehrfach vorkragendem Giebel auf zum Teil gerundeten Knaggen, wurde 1616  für den Kaufmann Dietrich Behling gebaut. (Das Nachbarhaus Deichstraße 13 entstand 1658.)
Das Haus war von 1845 bis 1920 im Eigentum der Familie Hüpeden, zuerst der Jurist und Notar Heinrich Theodor Hüpeden, dann der Advokat Friedrich Hüpeden, auf dessen Initiative 1847 die Spar-, Leih- und Vorschuß-Casse des Fleckens Hoya gegründet wurde. Er war auch der erste Leiter der Sparkasse, die wahrscheinlich hier auch bis 1885 das Geschäftslokal hatte und dann in die Knesestraße umzog. Ab 1874 wohnte hier der Bürgermeister (1885 bis 1916) August Hüpeden. Die Familie Hüpeden war ab dem 15. Jahrhundert ein in Norddeutschland lebendes Patriziergeschlecht.
Ab 1928 bis 1975 war hier die neu gegründete Molkereigenossenschaft, die hier Geschäftsräume und Wohnungen unterhielt sowie im Garten eine Molkerei baute. Nach Umbauten befinden sich vier Wohnungen im Gebäude.